# Platycotis minax
Platycotis minax är en insektsart som beskrevs av Goding. Platycotis minax ingår i släktet Platycotis och familjen hornstritar. Inga underarter finns listade i Catalogue of Life.